# بوبکر سیلا
بوبکر سیلا (انگلیسی: Boubacar Sylla؛ زادهٔ ۱۷ آوریل ۱۹۹۱) بازیکن فوتبال اهل مالی است.
از باشگاه‌هایی که در آن بازی کرده است می‌توان به باشگاه فوتبال لانس و باشگاه فوتبال شاتورو اشاره کرد.
وی همچنین در تیم‌های ملی فوتبال مالی بازی کرده است.